# Eisenbahnunfall von Villepreux-Les Clayes

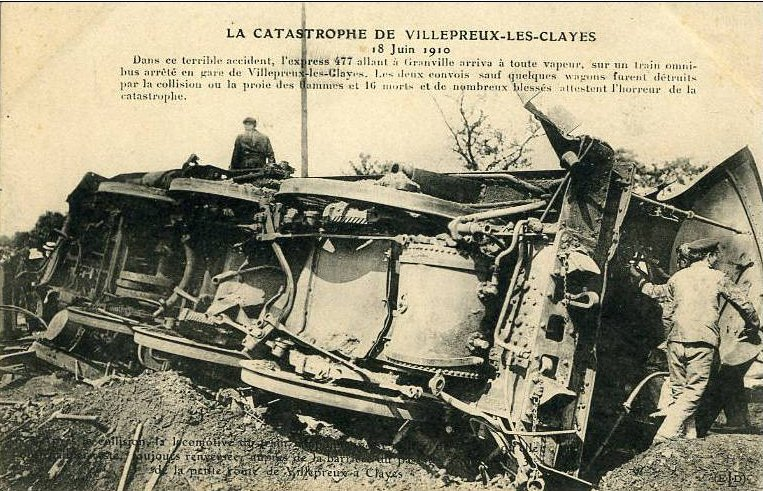

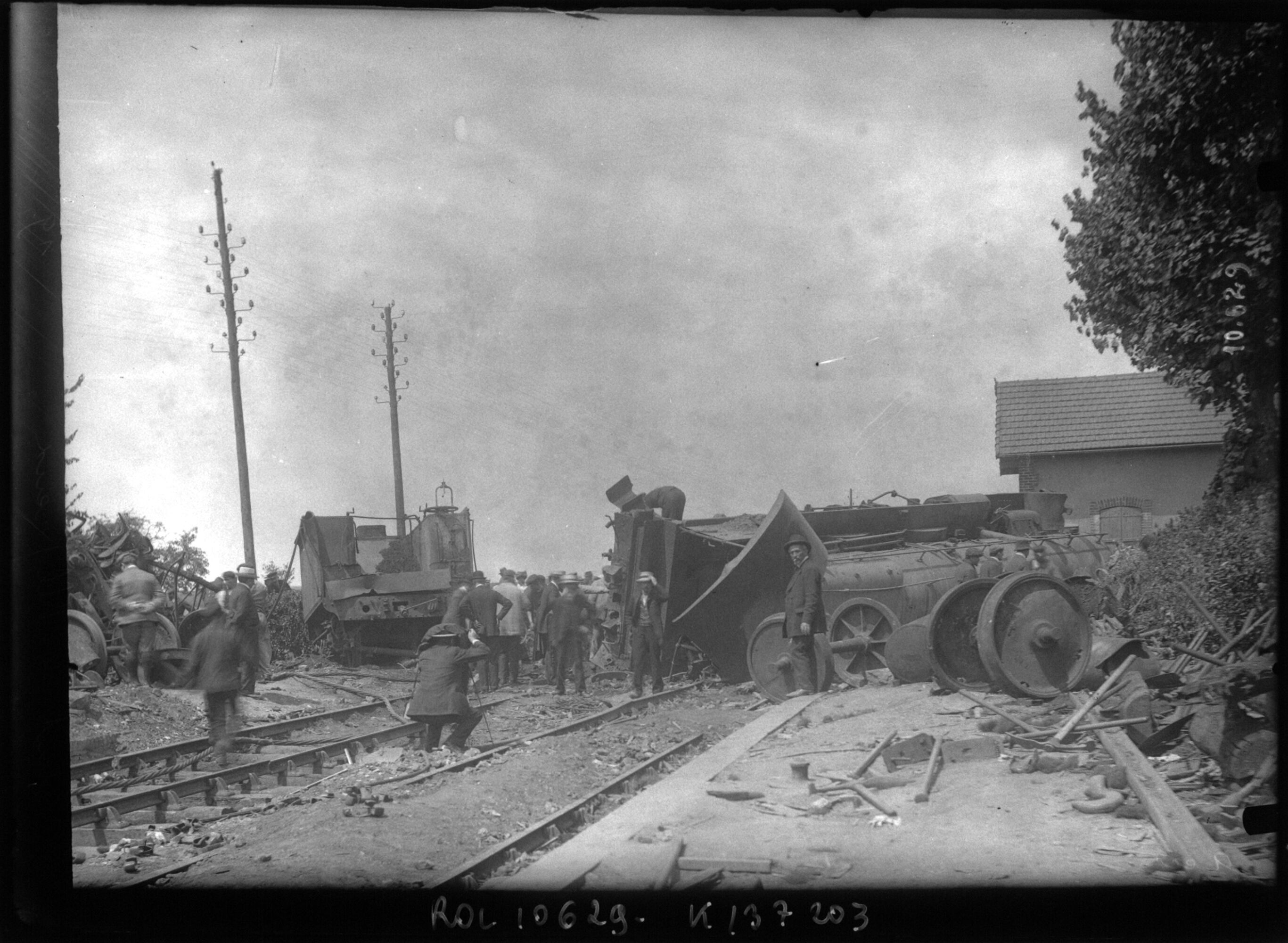
Presseaufnahmen

Der Eisenbahnunfall von Villepreux-Les Clayes war ein Auffahrunfall bei dem gleichnamigen Bahnhof im Juni 1910. 20 Menschen starben.

## Ausgangslage
Der Bahnhof Villepreux-Les Clayes liegt an der Bahnstrecke Saint-Cyr–Surdon auf dem Gemeindegebiet von Les Clayes-sous-Bois. Die Strecke wurde damals von der État betrieben und war mit Streckenblock gesichert.
Der Personenzug Nr. 46 von Paris war wegen Maschinenschadens auf der Strecke in einer Kurve vor dem Bahnhof Villepreux-Les Clayes liegen geblieben. Eine Ersatz-Lokomotive wurde angefordert, war aber nicht gleich verfügbar. Im Fahrplan folgte der Schnellzug Nr. 477 von Paris.

## Unfallhergang
Der Lokomotivführer des Schnellzuges fuhr zum einen zu schnell: 80 km/h waren vorgeschrieben, er fuhr 100 km/h. Nachdem der Personenzug etwa eine dreiviertel Stunde gestanden hatte, näherte sich der Schnellzug. Dessen Lokomotivführer übersah nun auch noch das „Halt“ gebietende Signal und erkannte den vor ihm stehenden Personenzug aufgrund der Kurve erst 100 Meter bevor sein Zug mit diesem kollidierte. Vier Wagen des Schnellzuges – darunter dessen Speisewagen – wurden zertrümmert, ein Bremswagen und drei weitere Wagen des Personenzuges wurden von der auftreffenden Schnellzuglokomotive ineinander geschoben. Diese stürzte um und austretende Glut entzündete den Trümmerhaufen.

## Folgen
20 Menschen starben, 19 wurden darüber hinaus schwer und zahlreiche weitere leicht verletzt. Die eintreffende Feuerwehr konnte wegen Wassermangels nicht löschen. Der Lokomotivführer wurde in einem Strafprozess zu zwei Jahren Gefängnis verurteilt.